# آورو ۵۱۱
آورو ۵۱۱ (به انگلیسی: Avro 511) یک هواپیمای ساختِ کارخانهٔ آورو در کشور بریتانیا است. این هواپیما در ۱۹۱۳ میلادی نخستین پرواز خود را انجام داد.